# Côtes-de-duras
Le côtes-de-duras est un vin français d'appellation d'origine contrôlée produit sur une partie du Lot-et-Garonne, autour du village de Duras, dans le prolongement des vignobles de Bordeaux.

## Histoire

### Période moderne
Les vins de Duras sont connus depuis François Ier. Après la révocation de l'édit de Nantes et le départ de protestants locaux pour les Pays-Bas les exportations vers la mer du Nord décollent. 
La région fera ensuite partie du « haut pays bordelais » et ses vins sont exportés par le négoce bordelais du quartier des Chartrons. C'est une époque dorée qui prend fin avec la restriction de l'appellation Bordeaux aux seuls vins de Gironde. 

### Période contemporaine

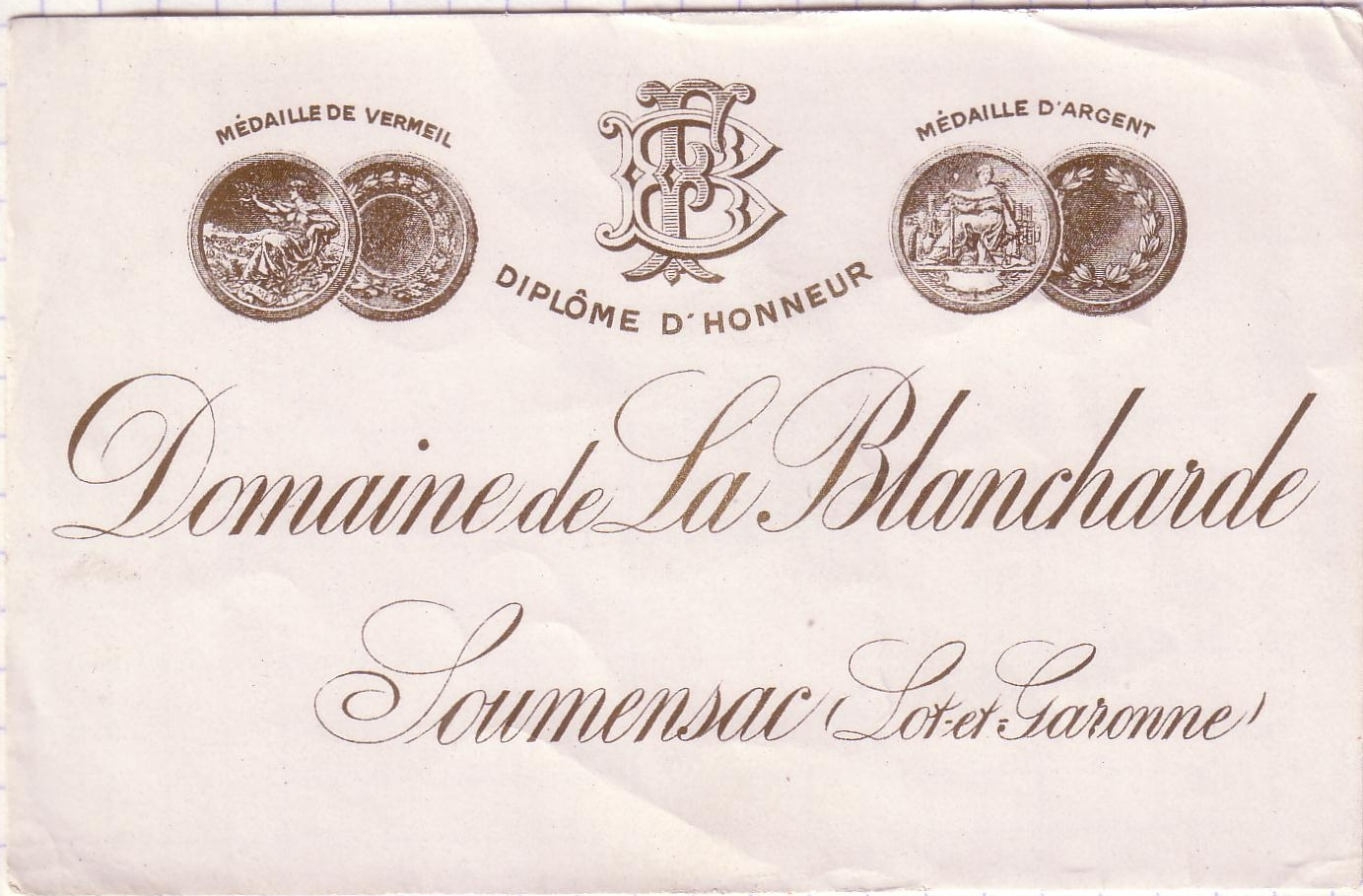
Étiquette de vin datée du XIX.

L'appellation est accordée le 16 février 1937. Le cahier des charges de l'appellation a été modifié en août 2025.

## Étymologie
La forme la plus ancienne de Duras pourrait provenir du celte duros signifiant hauteur fortifiée, racine à laquelle aurait été rajouté le suffixe -acum. Les toponymistes suggèrent aussi un transfert de la cité de Durazzo. Le duras, est aussi un cépage de la région gaillacoise auquel on a voulu donner les mêmes origines.

## Situation géographique
Ce vignoble est situé au nord ouest du Lot-et-Garonne, aux confins de la Gironde et de la Dordogne

### Orographie

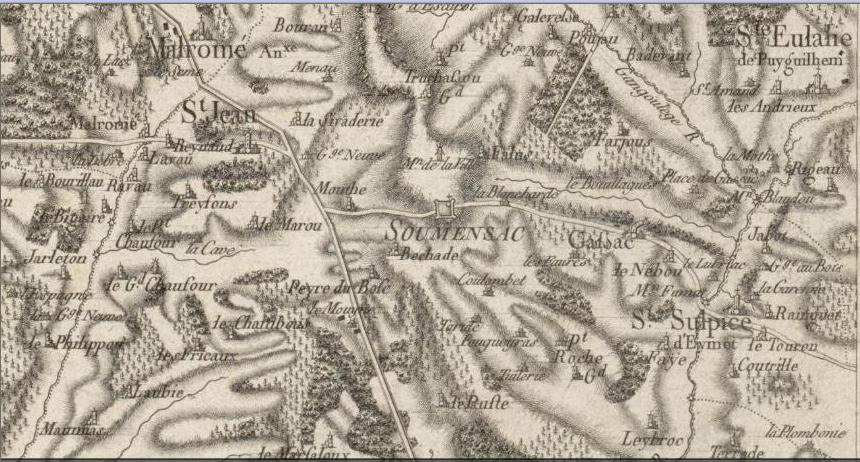
Carte de Belleyme (1761-1789) montrant les coteaux colonisés par le vignoble

### Géologie
L'appellation repose sur des sédiments fluvio-lacustres tertiaires de trois formations différentes :
- Calcaire de Castillon, blanc, crayeux, plus ou moins fissuré.
- Molasses de l'Agenais : alternance de couches argileuse ou argilo-sableuses et de lits de gravier.
- calcaire blanc de l'Agenais.

### Climatologie
C'est le même climat océanique que celui du vignoble bordelais avec une nuance vers des températures un peu plus extrêmes à cause de l'éloignement de l'océan.

## Vignoble
Son terroir occupe la rive droite du Dropt et il est découpé par la vallée de la Dourdèze.

### Présentation
Le vignoble s'étend sur 15 communes : Auriac-sur-Dropt, Baleyssagues, Duras, Esclottes, Loubes-Bernac, Moustier, Pardaillan, Saint-Astier, Sainte-Colombe-de-Duras, Saint-Jean-de-Duras, Saint-Sernin, La Sauvetat-du-Dropt, Savignac de Duras, Soumensac et Villeneuve-de-Duras. 

### Encépagement
- Vins blancs : Sauvignon, Sémillon, Muscadelle, Mauzac, Rouchelein ou Chenin et Ondenc. L'Ugni blanc est cépage accessoire limité à 25 %.
- Vins rouges : Cabernet-sauvignon, Cabernet franc, Merlot et Côt.

### Vinification et élevage

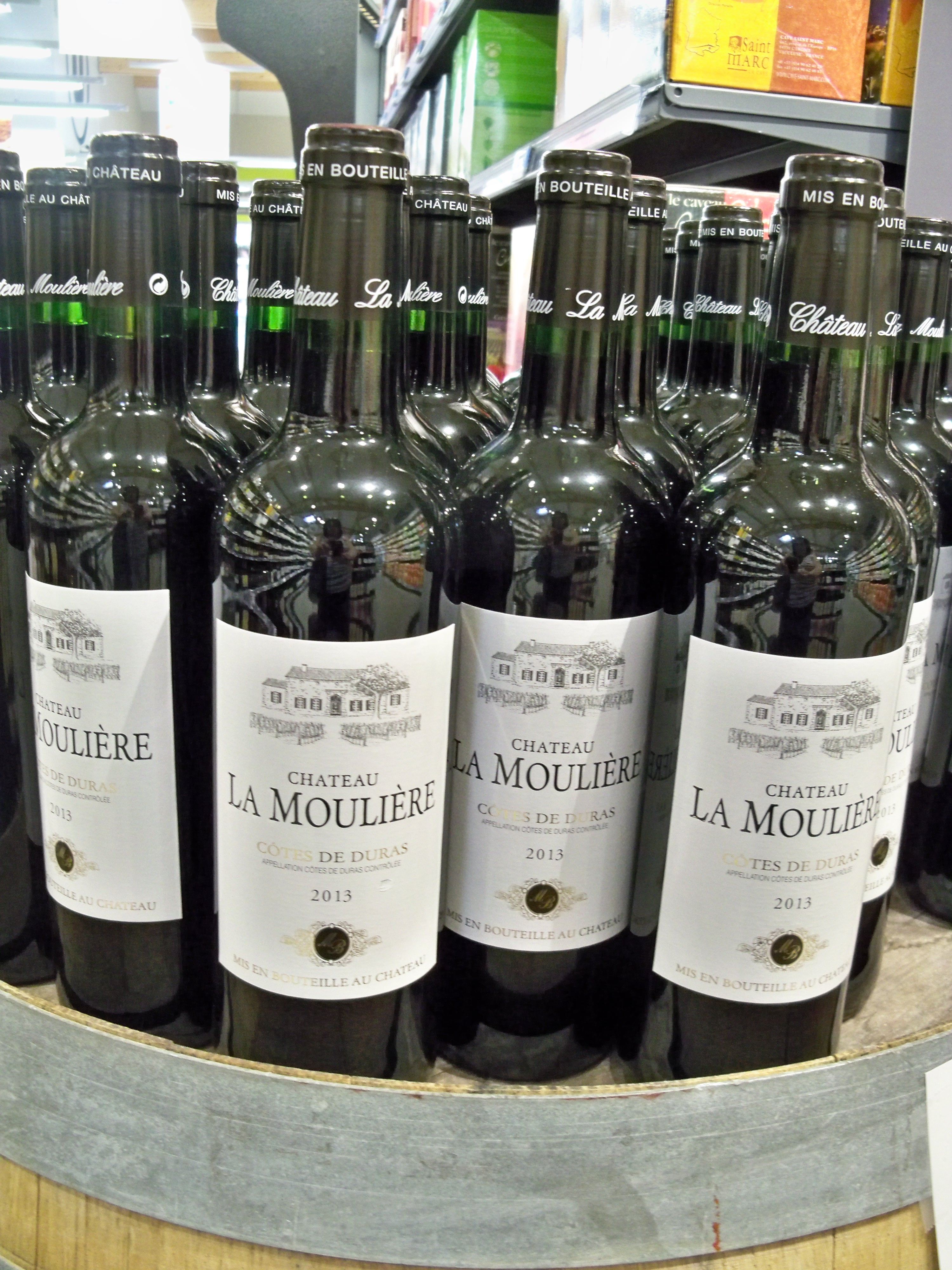
Côtes-de-duras, millésime 2013

- Vin blanc sec : limité à 60 Hl/Ha, il est marqué par son nez de sauvignon, et sa bouche nerveuse et racée. Il est vinifié à basse température avec parfois macération préfermentaire ou élevage sur lie.
- Vin blanc moelleux : limité à 50 Hl/Ha, il a des arômes de fruits confits. Certaines cuves sont laborées comme des liquoreux par récolte avec tries successives.
- Vins rosés : limité à 55 Hl/Ha, il est agréablement frais et fruité. La vinification est un rosé de saignée.
- Vins rouges : limités à 55 Hl/Ha, ils sont généralement souples et fruités, mais des cuvées, notamment vieillies en fût de chêne, peuvent être plus charpentées. La vinification se fait souvent en macération longue.

### Structure des exploitations
Les sources INAO de 2005 font état de 2 038 ha ayant produit 121 948 hl dans 86 caves particulières, 3 caves coopératives et  négoces.